# Sept Jours à terre
Pour plus de détails, voir Fiche technique et Distribution.
Sept Jours à terre (Seven Days Ashore) est un film américain en noir et blanc réalisé par John H. Auer, sorti en 1944.
Il s'agit de la suite du film Sept Jours de perm (1942).

## Synopsis
Dan Arland, un playboy qui aime s'amuser, est parti en mer dans la marine marchande depuis plusieurs mois. Deux violonistes d'un orchestre féminin ignorent qui ignorent qu'elles sont toutes deux courtisées par Dan, viennent l'attendre sur le quai de San Francisco quand Dan obtient une permission de sept jours. La petite-amie officielle de Dan, Annabelle Rogers, apprend elle aussi que Dan va débarquer. Dan doit alors élaborer des plans pour se sortir de ce pétrin.

## Fiche technique
- Titre français : Sept Jours à terre
- Titre original : Seven Days Ashore
- Réalisation : John H. Auer
- Scénario : Edward Verdier, Irving Phillips, Lawrence Kimble, Jacques Deval
- Producteur : John H. Auer
- Société de distribution : RKO Pictures
- Musique : Lew Pollack
- Photographie : Russell Metty
- Montage : Harry Marker
- Pays d'origine : États-Unis
- Format : noir et blanc - 1,37:1 - son : Mono (RCA Sound System)
- Genre : Comédie musicale, Comédie romantique
- Durée : 74 minutes
- Dates de sortie : 
  -  États-Unis : 25 avril 1944
  -  France : 12 juillet 1946

## Distribution
- Gordon Oliver : Dan Arland Jr.
- Alan Carney : Orval 'Handsome' Martin
- Marcy McGuire : Dot Diamond
- Virginia Mayo : Carol Dean
- Elaine Shepard : Annabelle Rogers
- Wally Brown : Monty Stephens
- Amelita Ward : Lucy Banning
- Dooley Wilson : Jason
- Marjorie Gateson : Mme Elizabeth Arland
- Alan Dinehart : Daniel Arland
- Miriam LaVelle : Hazel
- Margaret Dumont : Mme Croxton-Lynch
- Freddie Fisher : lui-même
- Emory Parnell : le capitaine Harvey